# Maestro delle Vele
Maestro delle Vele (XIVe siècle) est le nom de convention d’un maître anonyme qui aurait travaillé pour Giotto aux décorations de la basilique Saint-François d'Assise.

## Identification probable
Peut-être identifié comme  Angiolello da Gubbio, il doit son nom aux voiles de la voûte en croix au-dessus de l'autel de l’église inférieure de la basilique Saint-François d'Assise où il a peint à fresque, avec le  Parente di Giotto, les Allégories franciscaines, probablement sur un dessin de Giotto.
Sa main apparaît également dans la chapelle de la Madeleine et dans le transept droit 'Histoires de l'enfance du Christ). L'origine ombrienne est évidente dans la nature statique résiduelle des formes qui découle de la leçon des maîtres du XIIIe siècle  actifs dans la région.